# 安塞区
安塞区（あんさい-く）は中華人民共和国陝西省延安市に位置する市轄区。

## 地理
安塞は黄土高原辺縁部のオルドス盆地、延安市の北部に位置している。東は子長市、西は志丹県、南は甘泉県、北は楡林市靖辺県に接している。

## 歴史
北宋まで金明県の管轄であった。1072年（熙寧5年）に北宋により安塞堡が設置され、その後1252年にモンゴル帝国により安塞県とされた。2016年6月に市轄区の安塞区に昇格。

## 行政区画
- 街道:真武洞街道、金明街道、白坪街道
- 鎮:磚窯湾鎮、沿河湾鎮、招安鎮、化子坪鎮、坪橋鎮、建華鎮、高橋鎮、鐮刀湾鎮

## 経済
県内の産業は農業を主とするが、過剰な農地開発の結果、河川侵食に起因する農地流出が大きな問題となった。近年は植林事業の展開により農地流出を防止する環境政策を実施、1999年には1.2万トン/平方キロメートルであった流出量は現在0.8トン/平方キロメートルまでに下降している。